# 現生種
現生種（英語：Extant taxon）一般是使用在仍然存活的分類單元（諸如物種、屬或是科），是今生物学的主要研究對象。這個詞彙與滅絕形成對比。比如說，北極狼是一種現生物種，而日本狼則是已滅絕的物種。同樣地，軟體動物頭足綱的已知群體，大約有600種的現生種和7500種的已滅絕種。.